# Munda excellentis
Munda excellentis är en insektsart som beskrevs av Andrej Vasiljevitj Gorochov 2008. Munda excellentis ingår i släktet Munda och familjen syrsor. Inga underarter finns listade i Catalogue of Life.